# Ask (The Smiths)
Ask is een single van de Britse alternatieve rockgroep The Smiths. De single werd uitgebracht op 20 oktober 1986 en verscheen het volgende jaar op het verzamelalbum The world won't listen. De single bereikte de 14e plaats op de UK Singles Chart.

## Achtergrond
Na de uitgesproken teksten van het album The queen is dead en de single Panic werd besloten om met de daaropvolgende single enige controverse te vermijden. Hieruit volgde de single Ask, een vrolijk lied over verlegenheid met Kirsty MacColl als achtergrondzangeres. De nieuwe slaggitarist Craig Gannon beweerde een deel van het akkoordenschema te hebben bedacht. Onder producent John Porter poogde de groep van de single een heuse "krachttoer" te maken, maar het nummer werd zo gecompliceerd dat het technisch onhaalbaar was om in hun toenmalige studio te mixen. Porter hoopte de mix ergens anders af te ronden, maar de productie werd zonder zijn medeweten overgedragen aan MacColls echtgenoot Steve Lillywhite, wiens eenvoudige mix uiteindelijk als single verscheen.
Op de B-kant van de 12"-versie staat een cover van Golden lights, een hit van Twinkle uit 1965. Smiths-biograaf Simon Goddard noemde deze cover een "ondraaglijke verschrikking" en hét dieptepunt in het oeuvre van The Smiths.

## Nummers
Alle muziek en teksten zijn geschreven door Morrissey en Johnny Marr m.u.v. Golden Lights, geschreven door Twinkle. 
| Nr. | Titel         | Duur |
| --- | ------------- | ---- |
| 1.  | Ask           | 2:59 |
| 2.  | Cemetry gates | 2:39 |

| Nr. | Titel         | Duur |
| --- | ------------- | ---- |
| 1.  | Ask           | 2:59 |
| 2.  | Cemetry gates | 2:39 |
| 3.  | Golden lights | 2:38 |

| Nr. | Titel         | Duur |
| --- | ------------- | ---- |
| 1.  | Ask           | 3:05 |
| 2.  | Cemetry gates | 2:43 |
| 3.  | Golden lights | 2:40 |

## Bezetting
- Morrissey - zang
- Johnny Marr - gitaar
- Andy Rourke - basgitaar
- Mike Joyce - drumstel
- Craig Gannon - slaggitaar
- Kirsty MacColl - achtergrondzang